# Linth
Linth är ett vattendrag i Schweiz i kantonen Glarus och passerar bland annat orten Linthal. Vattendraget är cirka 50 kilometer långt.

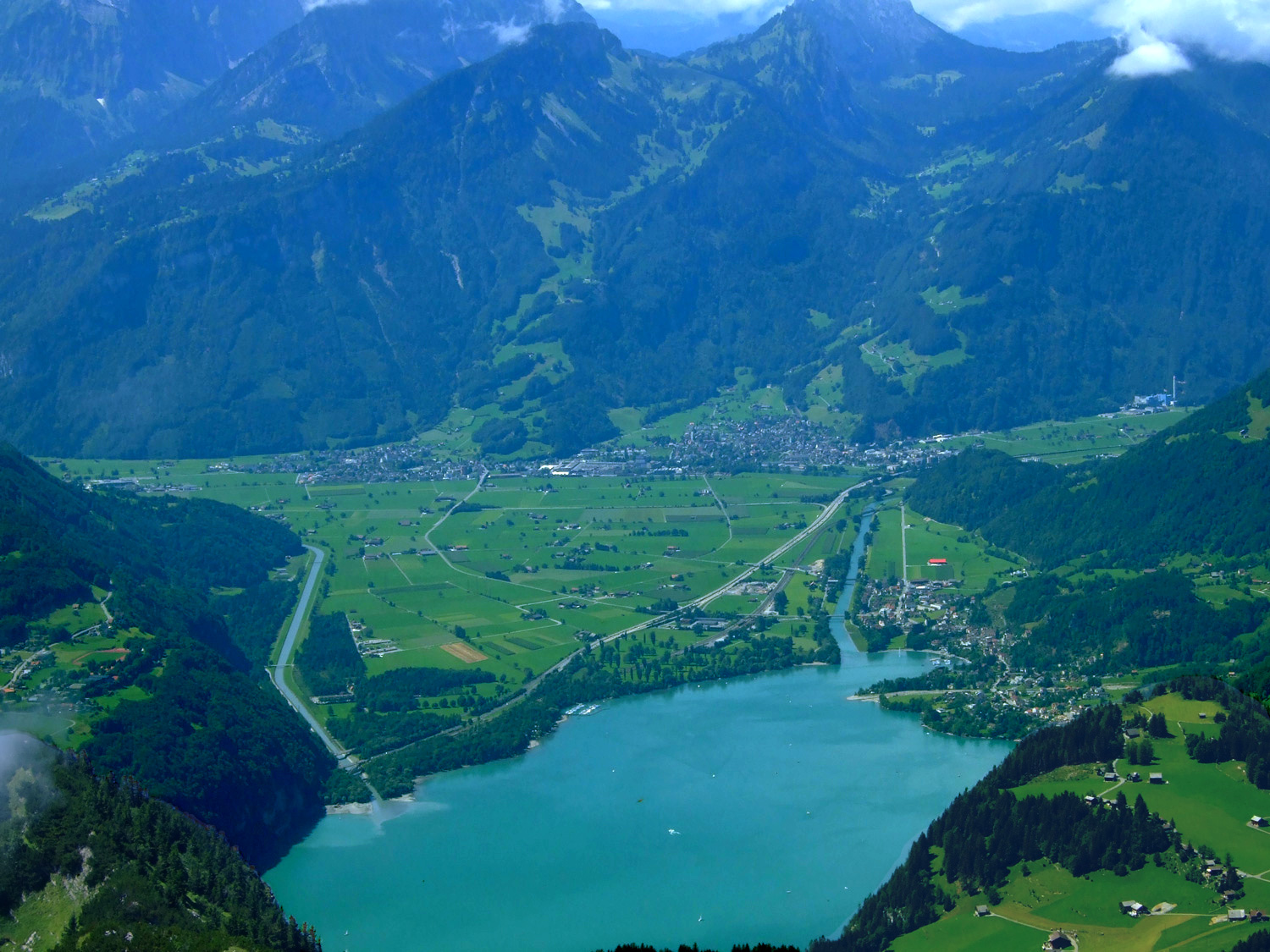
Walensjön med Linth och Escherkanalen till vänster.

Linth mynnade tidigare ut i Zürichsjön men på grund av översvämningar och problem med malaria avleddes den 1811 genom Escherkanalen till Walensjön och från 1816 genom Linthkanalen till den östra delen av Zürichsjön.